# 黒住成章

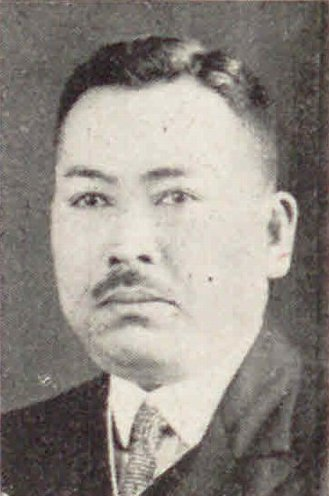
黒住成章

黒住 成章（くろずみ せいしょう、前名・佐平治、1875年（明治8年）12月16日 - 1928年（昭和3年）7月17日）は、日本の弁護士、会社役員、政治家。衆議院議員（当選3回、立憲政友会）。族籍は岡山県平民。

## 略歴
1875年（明治8年）12月、岡山県津高郡一宮村（後の御津郡一宮町一宮、現在の岡山市北区一宮）で生まれる。黒住秀治の長男。生家は代々農業を営む。小学校卒業後、家業に従事する。
家が貧しく、学資を得ず、上京して牛乳配達、新聞配達等を勤めながら、1902年（明治35年）、和仏法律学校（現・法政大学）を卒業。
1903年（明治36年）、判検事登用試験に及第し、この年の12月に司法官試補を命ぜられ函館地方裁判所に勤務する。翌年官を辞し函館に弁護士事務所を開設する。1914年（大正3年）に函館弁護士会副会長となり、後に会長に就任する。
1920年（大正9年）、第14回衆議院議員総選挙に出馬し、当選する。立憲政友会に所属。これまで幾度か落選していた。
1925年（大正14年）4月20日、加藤高明内閣で農林参与官に就任する。
1926年（大正15年）4月、大日本水産会監事となり、1927年（昭和2年）4月、理事となる。
1927年（昭和2年）4月22日、田中義一内閣で司法参与官に就任する。
函館市会議員、函館商業会議所特別議員、寿都鉄道監査役、日魯漁業、函館水電、函館銀行の法律顧問などをつとめる。1928年（昭和3年）7月17日に死去。

## 人物
岡山県の黒住秀治の長男だが、北海道に渡って土地っ児になった。邪気のない男なので新聞記者仲間では評判が良かった。
処世訓は努力。趣味は撞球、乗馬。住所は北海道函館寿町、東京市芝区葺手町（現・東京都港区虎ノ門四丁目）。

## 栄典
- 1928年7月17日 - 叙従四位[14]

## 家族・親族
黒住家
- 父・秀治[4][10]
- 妹・満佐野（1890年 - ?）[10]
- 弟・丈太（1886年 - ?、大阪府人・松林孫三郎の養子）[10]
- 妻・ナカ（1883年 - ?、北海道、大和佐次郎の三女）[9][10]
- 男・眞雄[10]（1908年 - ?） - 1929年、静岡高等学校を卒業[15]。1933年、東京帝国大学文学部仏蘭西文学科を卒業[16][注 2]。
- 女・不二（1909年 - ?）[10]
- 庶子（1905年 - ?、生母、大島キワ）[4][10]